# Gandaritis reduplicata
Gandaritis reduplicata är en fjärilsart som beskrevs av W. Warren 1897. Gandaritis reduplicata ingår i släktet Gandaritis och familjen mätare. Inga underarter finns listade i Catalogue of Life.